# Trickster

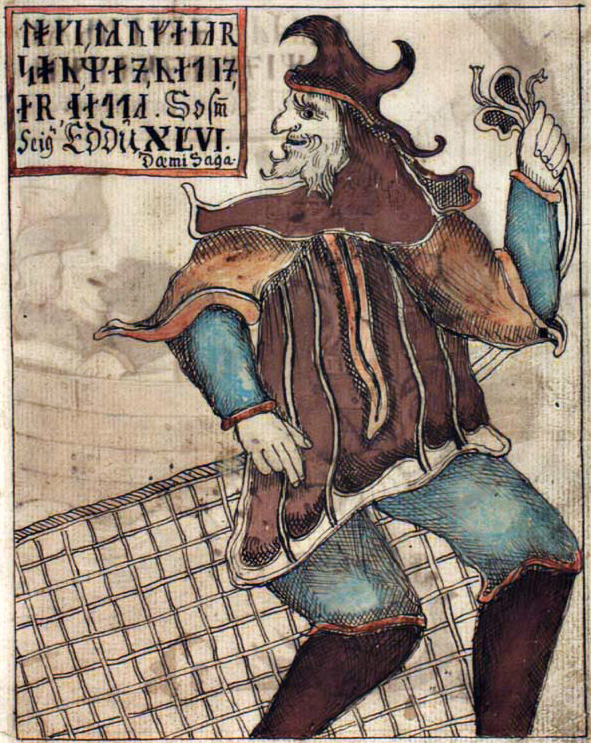
Der Gott Loki ist in der nordischen Mythologie ein durchtriebener Trickster

Trickster (engl. Gauner, Betrüger und Schwindler) werden Figuren in der Mythologie oder Literatur genannt, die mit Hilfe von Tricks die Ordnung im (göttlichen) Universum durcheinanderbringen.
Die Figur des Tricksters handelt in der Mythologie meist aus moralischen Gründen – er fungiert oft als Kulturheros, also jemand, der eine große Tat mit fundamentalen gesellschaftlichen Auswirkungen vollbringt, etwa indem er den Menschen den Ackerbau erklärt oder das Feuer bringt. Die typischen Trickster sind an ihrem zwiespältigen Charakter zu erkennen. Auf der einen Seite brechen sie die Regeln, um den Menschen Gutes zu tun, auf der anderen Seite jedoch auch, um Konflikte (meist zwischen den Göttern) zu provozieren. Je nach Ursprungsmythologie werden sie als Tiergestalt, (Halb-)Götter oder Geister beschrieben.

## Etymologie
Trickster ist abgeleitet vom englischen Wort trick, das wiederum aus dem Französischen stammt: Das Mundartwort trique steht für „Betrug, Kniff“. Das französische Verb tricher bedeutet „beim Spiel betrügen, mogeln“. Seinen Ursprung hat tricher im vulgärlateinischen Verb triccare.
Im 19. Jahrhundert griff Benjamin Disraeli das Wort auf, um einen politischen Opponenten als Lügner zu bezeichnen. Im 20. Jahrhundert hat sich Trickster zu einem Terminus entwickelt, der Gestalten sowohl aus europäischen als auch außereuropäischen Kulturen beschreibt. Der Begriff bezeichnet eine göttliche oder mit übernatürlichen Eigenschaften ausgestattete Mythengestalt, die sich vor allem durch ihre Listigkeit, aber auch durch ihre Tölpelhaftigkeit auszeichnet; derartige Figuren haben sich weltweit in etlichen Formen ausgeprägt. Ins Deutsche wird der Begriff oft sinngemäß mit „Göttlicher Schelm“ übertragen. Die ethnologische Figur wurde erstmals 1868 von dem Mythensammler Daniel Garrison Brinton in seinem Buch Myths of a New World eingeführt.
In der heutigen deutschen Alltagssprache wird oft nur die Bezeichnung Trickser (ohne „t“) verwendet – im Sinne einer „Person, die Tricks anwendet“. Im Englischen gilt aber die Form Trickster für die Alltags- sowie die literarische Bedeutung.

## Rezeption
Paul Radin, Karl Kerényi und Carl Gustav Jung haben 1954 den Schelmen-Zyklus der Winnebago unter dem Titel Der göttliche Schelm veröffentlicht. Zum Schelm (und somit synonym zum Trickster) schreibt Radin in seinem Vorwort:

„Kaum ein Mythos hat eine so weltenweite Verbreitung, wie der unter dem Namen Der Schelm bekannte [...]. Von wenigen Mythen können wir so zuversichtlich behaupten, daß sie zu den ältesten Ausdrucksformen der Menschheit gehören, und nur wenige andere Mythen haben ihren ursprünglichen Inhalt derart unverändert bewahrt. Der Schelmen-Mythos besteht in klar erkennbarer Form sowohl bei den einfachsten Urvölkerschaften als bei den entwickelteren Völkern; wir finden ihn bei den alten Griechen, den Chinesen, den Japanern und in der semitischen Welt. Viele von den Schelmen-Zügen wiederholen sich in der Gestalt des mittelalterlichen Gauklers und leben weiter bis auf den heutigen Tag im Hanswurst des Kasperle-Theaters und im Clown. Obwohl immer wieder mit anderen Mythen kombiniert und öfters auf drastische Weise neu aufgebaut und neu dargestellt, scheint die Grundhandlung sich doch stets durchgesetzt zu haben.“

C. G. Jung bezeichnete die Gestalt des Tricksters als „ein getreues Abbild eines noch in jeder Hinsicht undifferenzierten Bewußtseins, welches einer der tierischen Ebene noch kaum entwachsenen Psyche entspricht“; er stelle somit eine „kollektive Schattenfigur“ dar. Paradoxerweise ähnlich dem naiven „Dummling“ im Märchen oft zum Heil führend, sei er mythologisch gesehen auch „ein Vorläufer des Heilbringers“:

„Der Trickster ist ein 'kosmisches' Urwesen göttlich-tierischer Natur, dem Menschen einerseits überlegen vermöge seiner übermenschlichen Eigenschaften, andererseits unterlegen vermöge seiner Unvernunft und Unbewußtheit. Auch dem Tiere ist er nicht gewachsen, wegen seiner bemerkenswerten Instinktlosigkeit und Ungeschicktheit. Diese Defekte kennzeichnen seine menschliche Natur, welche den Umweltbedingungen schlechter angepaßt ist als ein Tier, dafür aber die Anwartschaft auf eine viel höhere Bewußtseinsentwicklung, das heißt eine beträchtliche Lernbegierigkeit besitzt, welche auch durch den Mythos gebührend hervorgehoben wird.“

Marie-Louise von Franz hob die listig-demaskierende und damit letztlich hilfreiche Funktion des Tricksters in Märchen hervor. Psychologisch gesehen agiere die Trickstergestalt oft als ein Verwirrung stiftender Spiegel eines ungut-tricksterhaft eingestellten Bewusstseins: sodass der betrügerische Mensch sich am Ende selber betrogen sieht.
So viele Bemühungen es auch geben mag, eine „Trickster-Kategorie“ zu beschreiben, so widersprechen sie in ihrer Beschränktheit doch der Idee der Trickster-Figur an sich, wie William J. Hynes treffend schildert:

„Der schiere Reichtum an Tricksterphänomenen kann einen leicht dazu verführen, dass der Trickster undefinierbar sei. Zu definieren heisst Grenzen zu ziehen, und Trickster scheinen erstaunlich resistent zu sein gegen Eingrenzungen. Sie sind zwanghafte Grenzübertreter.“

## Charakterisierung
Ich bin der Geist der stets verneint! / Und das mit Recht; denn alles was entsteht / Ist werth daß es zu Grunde geht; / Drum besser wär’s daß nichts entstünde. / So ist denn alles was ihr Sünde, / Zerstörung, kurz das Böse nennt, / Mein eigentliches Element. — Mephistopheles; Zitat aus: Johann Wolfgang von Goethe – Faust. Eine Tragödie
Der Trickster ist eine stark ambivalente Figur. Er verkörpert das Prinzip der Vereinigung von Gegensätzen und steht in dieser Hinsicht dem Selbst nahe. Er ist weder gut noch böse, er ist listenreich und zugleich ein Tölpel. In jeder Facette seines Wirkens wird er zu einem Repräsentanten der Vieldeutigkeit des Lebens. Nach William J. Hynes (1993) können sechs grundlegende Charakteristiken festgestellt werden, die bei vielen Tricksterfiguren vorkommen, wobei aber nicht alle Eigenschaften bei einer Ausprägung vorhanden sein müssen:
1. Ambiguität (Zweiseitigkeit), Anomalie (Abweichung von der Norm) und Polyvalenz (Vieldeutigkeit) (siehe auch: Anpassungsfähigkeit)
2. Betrüger und Falschspieler (Gaukler, Kartenspieler, Zauberer)
3. Gestaltwandler, Meister der Verwandlung/Täuschung (Metamorphose)
4. Umkehrer oder Veränderer einer Situation (Motivator, Revolutionär)
5. Bote und/oder Imitator von Gottheiten
6. „Bricoleur“ (franz. Bastler, Tüftler, Erfinder) – ein Terminus von Lévi-Strauss, s. a. Bricolage.

Der Trickster wird auch als Pechvogel oder Betrogener dargestellt. Er ist in jeder Beziehung gierig (und oft ungeduldig): nach Nahrung, nach Leben, nach Wissen und er besitzt eine enorme Libido. An die Ziele seiner Gier gelangt er meist durch Gewalt, List oder Betrug. So sind die Mythen des Tricksters nicht nur erheiternd, sondern können auch sehr brutal sein, wenn er zum Beispiel mordet, vergewaltigt, Kinder als Mahlzeit betrachtet oder experimentiert, ohne Rücksicht auf die Folgen.
Zur Psychologie der Tricksterfigur schreibt C. G. Jung:

„Wie Paul Radin darstellt, fängt der Zivilisationsprozeß schon innerhalb des Tricksterzyklus selber an, womit die Überwindung des ursprünglichen Zustandes deutlich angezeigt ist. Die Kennzeichen der tiefsten Unbewußtheit wenigstens fallen von ihm ab: statt brutal, grausam, dumm und sinnlos zu handeln, fängt der Trickster gegen den Schluß des Zyklus an, Nützliches und Sinnreiches zu tun. Damit verrät sich schon innerhalb des Mythos die Entwertung der früheren Unbewußtheit. Man fragt sich allerdings, was nunmehr mit den üblen Eigenschaften des Tricksters geschieht.
Der naive Betrachter nimmt wohl an, daß, wenn die dunkeln Aspekte verschwinden, sie auch wirklich nicht mehr da sind. Das ist aber erfahrungsgemäß nicht der Fall. Was wirklich geschieht, ist, daß das Bewußtsein sich von der Faszination des Übels befreien kann und nicht mehr genötigt ist, es zwanghaft mitzuleben, aber das Dunkle und Böse ist nicht in Rauch aufgegangen, sondern hat sich infolge Energieverlust ins Unbewußte zurückgezogen, wo es unbewußt verweilt, solange im Bewußtsein alles wohlsteht.“

## Ein Mythologem im Theater
Die Bezeichnung Trickster führten amerikanische Anthropologen und Kultursoziologen zur Benennung eines Mythologems ein, das weltweit in zahlreichen Kulturräumen zu finden ist, vor allem jedoch bei den indigenen Völkern Nordamerikas eingehend studiert und analysiert wurde. Der Begriff erwies sich im Laufe des 20. Jahrhunderts als widerstandsfähiger und flexibler als andere und wurde zu einem weltliterarischen Begriff für Überlieferung aller Zeiten und Regionen. Der Trickster ist oft ein zentraler Charakter in zahlreichen Schöpfungsmythen, meist handelt es sich dabei um orale Traditionen in Form von epischen Zyklen.

„Einige Trickster sind mächtige Götter (oder Heilige) wie Eshu-Elegba, denen gehuldigt und geopfert wird; die meisten Tricksterfiguren sind Kulturheroen einer fluktuierenden Vorzeit, in deren Gestalt Menschen und Tiere ihr heutigen Zuschreibungen noch 'in statu nascendi' durch Verwandlungen, Streiche, Täuschungen und Dilettantismus jeder Art austauschen konnten; und oft ragt diese trügerische Vorzeit durch die jeweilige Außenwelt in den Alltag hinein.“

Ins Deutsche übersetzt bedeutet der Name so viel wie Schelm, Schalk, Tölpel, Betrüger. Schon daran sieht man, dass der Trickster keineswegs als ein einheitlich zu definierendes Phänomen zu betrachten ist. So schreibt Michael Sakamoto im Kontext des japanischen butoh-Tanztheaters: „to speak of tricksters – especially supposed ‚real life‘ examples – is to confuse, convolute, and multiply diverge from any single definition.“
Laut Walter Hirschberg kann der Trickster eine Art Gegenspieler der höchsten Wesen sein. Er handelt in ihrem Auftrag und wird dann meist für die Existenz des Übels und der Unvollkommenheit in der Welt verantwortlich gemacht. Paul Radin sieht im Symbol Trickster „vage Erinnerungen einer archaischen Vergangenheit, wo es noch keine klaren Unterscheidungen zwischen Göttlichem und Nicht-Göttlichem gab.“ Er betrachtet den Trickster als psychologisches Problem, als einen Versuch des Menschen, seine inneren und äußeren Probleme zu lösen.
Gemeinsam ist den Trickstern das Moment der Veränderung. Sie kennen keine Grenzen und entziehen sich allen Normen. Sie existieren nur, damit sie Grenzen überschreiten, neu konstruieren und schließlich zerstören können.

„Zum Wesen des Tricksters gehört die Veränderung. Sie sind amoralisch und verhalten sich so sprunghaft wie launenhaft. Sie sind (oder fühlen sich) weder Gottheiten noch irgendwelchen Regeln eines konsistenten Verhaltens verpflichtet, die tatsächlichen Verhältnisse sind ihr einziges Handlungsgebot. Fast schon definitionsgemäß schlüpfen sie in verschiedene Masken, wie es die Situationen von ihnen verlangt. (Tricksters essentialize change. They are amoral and behave as incoherently as they please. They are not (or do not consider themselves) beholden to deities or any rules of consistent behavior, real circumstances being their only mandate for action. Almost by definition, they adopt different personae as situations call for them.)“

Wie sieht ein Trickster aus und wo kommt er her? Oft findet man ihn in Tiergestalt, meist verbunden mit der Fähigkeit, seine Gestalt zu wechseln und auch menschliche Gestalt anzunehmen. Doch auch der umgekehrte Fall lässt sich bei anderen Tricksterfiguren finden, welche primär menschlicher Gestalt sind – ein alter Mann oder schwaches Kind – und auch in Tiergestalt schlüpfen können. Auch kann er tierische oder menschliche Begleiter oder Geschwister haben. Seine Herkunft liegt meist im Dunkeln: Er kennt seine Eltern nicht, oft wird er von einem alten Mann oder einer alten Frau aufgezogen.
Wie kam die Figur des Tricksters als Mythologem an das europäische Theater der Neuzeit? Am deutlichsten sieht man das an lustigen Charakteren im Theater, die ihre direkten Vorfahren in den Trickstergestalten der Antike haben. Dazu zählen sowohl Hanswurst, Kasperl und Clown als auch Harlekin, Schelm, Petruschka und Pierrot. Auch die Figuren von Lazzi und Zanni der Commedia dell’arte fallen in diese Kategorie.
Als Narr und dummer Held taucht der Trickster im Mittelalter als Gaukler auf und spielt auch in den mittelalterlichen kirchlichen Bräuchen eine Rolle. Im 16. Jahrhundert erscheint der Trickster als lustige Figur dann in der profanen italienischen Komödie und ist seitdem aus der Theaterlandschaft nicht mehr wegzudenken. Ein passendes Beispiel ist Papageno, eine Figur aus Mozarts Zauberflöte. Dieser verteidigt im Gespräch mit Tamino voller Eifer seine Identität als Mensch, da er um seine Vogelgestalt weiß:

„Ein Doppelwesen geheimnisvollen Ursprungs, durch seine höchst Menschlichen, appetitiven Begierden jedoch ein Vertrauen weckender, volkstümlicher Typ. Er ist dummschlau, stolpert in ungewohnten Milieu höchst ungeschickt von einer Panne in die nächste.“

Auch ist er wie alle Trickster ein Vermittler, dazu bestimmt, eine Dualität zu überwinden. Er ist der buntgefiederte Schalk, der mit seiner Zauberwaffe des Glockenspiels zwischen den Mächten der Finsternis und des Lichtes laviert.
Der Begriff des Tricksters wird bei Gerda Baumbach unter anderem im Zusammenhang mit dem Comödien-Stil als Praxis des doppelten Ortes verwendet. Dieser Stil ist durch die „maximale Beweglichkeit“ und „Verschiebbarkeit“ sowie die Sprungfähigkeit zwischen „Fiktionsebene“ und „Realitätsebene“ geprägt.
In der Commedia dell’arte oder auch Commedia all’improviso (improvisierte Komödie), Commedia delle maschere (Maskenkomödie) und Commedia dei Zanni (Komödie der Diener), die im 16. und 17. Jahrhundert entstanden ist, gilt Domenica Radulescu zufolge die Improvisationsmöglichkeit und die Professionalität sowie Vorstellungskraft der Schauspielertruppen als wichtigstes Definitionskriterium. Diese Besonderheit der Improvisation wird auch von Theresa J. Faherty folgendermaßen beschrieben:

„Shakespeare did not find the trickster-servant in Cinthio, but the Italian theater is crowded with them. In commedia, where quick wit prevails, and the ability to improvise on a restrictive or unfavorable state of affairs within the plot is the sine qua non of success, tricky valet roles (zanni) are the most numerous. According to folk etymology, their lazzi (interpolated bits of comic business), are the snares or knots that hold the total performance together.“

Erhard Schüttpelz, der sich in „Der Trickster“ primär auf Claude Lévi-Strauss’ Die Struktur der Mythen bezieht, sieht die wichtigste Funktion des Tricksters in der Vermittlung und der Überwindung der Doppeltheit bzw. der Dualität, indem die Tricksterfigur „von Figur zu Figur“ springt. Claude Lévi-Strauss beschreibt diese Polarität des Tricksters folgendermaßen:

„Thus, the mediating function of the trickster explains that since its position is halfway between two polar terms he must retain something of that duality, namely an ambiguous and equivocal character. But the trickster is not the only conveivable form of mediation; some myths seem to devote themselves to the task of exhausting all the possible solutions to the problem of bridging the gap between two and one.“

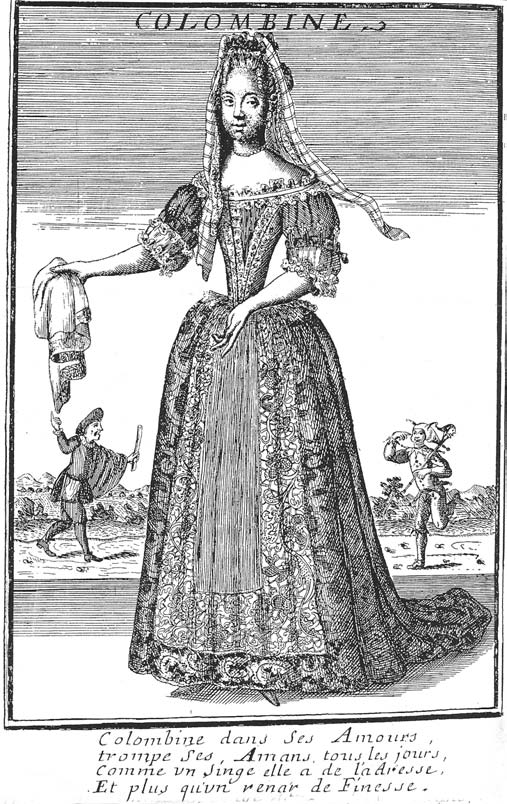
Caterina Biancolelli als Colombina (Kupferstich von Leroux, 1686)

Daraus lässt sich schließen, dass die Dualität bzw. Zwiespältigkeit des Charakters der mythologischen Figur des Tricksters – wie sie Lévi-Strauss definiert – im Theater zu einer gewissen Sprunghaftigkeit zwischen „Akteur“ und „Kunstfigur“ – wie es Baumbach beschreibt – führt. Baumbach zufolge verfügt die „Kunstfigur“ über ein „kulturelles Gedächtnis aufgrund der mythisch-legendären und spielerischen Existenz einer entsprechenden Strukturfigur (Trickster) hohen Alters“, welches sie einsetzt und sich auch in ihrem „(Kunst-)Namen“ widerspiegelt. Ein Beispiel hierfür ist Alberto Naseli als „Zan Ganassa“ oder Isabella Andreini und ihre Kunstfigur „Isabella“.
Eine weitere weibliche Tricksterfigur, „Colombina“ von Caterina Biancolleli, wird von Domenica Radulescu in „Caterina’s Colombina: The Birth of a Female Trickster in Seventeenth-Century France“ analysiert. Colombina war eine beliebte weibliche Tricksterfigur der Commedia dell’arte, die von Isabella Andreini kreiert wurde, später von Caterinas Großmutter Isabella Biancolleli gespielt wurde und dann Radulescu zufolge von Caterina zu einem Höhepunkt von psychologischer Komplexität gemeistert wurde.
Radulescu schreibt vor allem dem Element der Improvisation eine besondere Wichtigkeit zur Erarbeitung der Rollen zu. Denn in den traditionellen Schauspielertruppen der Commedia dell’arte, war jeder Schauspieler für die Kreation seiner Rolle selbst verantwortlich, und die Rollen wurden auf der Bühne mittels Improvisationskünsten weiterentwickelt. Es war kaum möglich, solche improvisierten Dialoge schriftlich festzuhalten oder vorzugeben, daher wurden viele Lücken in den Texten mit Vermerken wie „lazzis“ verwiesen und kennzeichneten Stellen, an welchen improvisierte Zwischenspiele stattfanden.
Der Charakter der Colombina entstand aus einer Tradition von weiblicher Performance und Komik, die sich aus der Unterhaltungsbegabung von Kurtisanen, weiblichen Jongleuren und Mimen, Straßenkünstlerinnen etc. zusammensetzt. Laut Baumbach wird erst durch die „Kunstfigur“ – Colombina im Falle von Caterina Biancolleli – die Verwandlung in unterschiedliche „Sozialrollen“, „Geschlechter und Geschlechterrollen“, „Götter“, „Geister“, „Tiere“, „andere Kunstfiguren (Maschere)“ oder auch „Objekte“ möglich. Dabei ist zu beachten, dass die „Kunstfigur“ und der „Akteur“ stets eine „offene Doppeltheit“ bewahren und nie eindeutig voneinander abgegrenzt noch vollkommen miteinander verbunden sind.

## Der Trickster als Gestaltenwandler
Oft wird der Trickster in Tiergestalt dargestellt (Hase, Spinne, Kojote, Wolf, Krähe). Er ist ein Meister der Verwandlung: Er kann das Aussehen aller erdenklichen Lebensformen annehmen und dabei sowohl in alter als auch in junger Gestalt auftreten; in diesen Eigenschaften gleicht der dem Mercurius des klassischen Mythos wie mehr noch der Alchemie. Da der Trickster auch ein Hermaphrodit sein und er sein Geschlecht wechseln kann, ist ihm/ihr keine sexuelle Erfahrung fremd. Als Frau erlebt der in seiner Urgestalt eher männliche Trickster sogar Menstruation (Ture), Schwangerschaft und Geburt. So kann der Trickster auch für die Geburt der Helden verantwortlich sein. Ob er Leben gibt oder nimmt, entscheidet sich in der jeweiligen Situation.

## Kreativität und Neuerung
Der Trickster ist als Kulturheros ein Stifter von Kultur und ein Medium kultureller Veränderung. Er sieht die Dinge aus einer anderen Perspektive und hat daher die Möglichkeit, sie kreativ umzudeuten. Das passt zu seiner Eigenschaft als professioneller Tabubrecher, der sich über alle Regeln der Gemeinschaft hinwegsetzt, dennoch aber Teil dieser Gemeinschaft bleibt. Der Preis für diesen Tabubruch ist aber meistens Isolation. Dennoch genießt der Trickster oft eine gewisse Immunität und kann sich der Höchststrafe entziehen. Auf seine Sexualität bezogen, bedeutet Tabubruch Inzest, Homosexualität und Geschlechtswechsel (Transgender), beides in vielen Kulturen eine geächtete Normverletzung.
Ein Beispiel für diese sexuell konnotierten Eigenschaften sind im Winnebago-Zyklus zu finden: Wakdjunkaga will ein Eichhörnchen in einem hohlen Baumstamm mit seinem überlangen losen Penis (den er sonst in seinem Rucksack trägt) erschlagen. Immer tiefer lässt er den Penis in das Loch hinab, es gelingt ihm aber nicht, das Eichhörnchen zu töten, sodass er seinen Penis wieder herauszieht. Dieser wurde aber vom Eichhörnchen in Stücke zernagt. Das ist der Grund, wieso der Penis heute kleiner ist. Aus den Stücken des Penis schuf der Trickster in seiner Schöpfungskraft verschiedene Gemüsesorten, die es vorher nicht gab (Radin/Kerényi/Jung 1954).

## Im Christentum
Auffällig ist, dass gerade im Christentum die Einordnung des Tricksters zu einem Problem gerät. Hier ist er mit der Zeit auf seine rein negativen Eigenschaften beschränkt und zum Teufel gemacht worden. Laut Wolfgang Stein hat sich in vielen – vor allem osteuropäischen – Märchen die Gestalt des Tricksters wahrscheinlich in der Gestalt des „geprellten Teufels“ erhalten. Auf der einen Seite sind seine schöpferischen Taten aus der Sicht der Menschen nur noch negativ, werden meistens nicht einmal erwähnt oder fordern einen hohen Preis. Auf der anderen Seite finden sich Trickster-Elemente auch in anderen Archetypen wieder, darunter Magier, Ritter, König und Herold.

## Beispiele
- Anansi (bei den Akan-Ashanti; spinnengestaltig) (Westafrika, Karibik)
- Enki (sumerische Religion)
- Eleggua/Eshu, auch Elegúa, Elegba, Exú, Esú, Echu (bei den Yoruba; spielt auch im afroamerikanischen Bereich eine große Rolle)
- Guahayona (bei den Taíno-Indianern) (führt die Menschen in neue Lebensgebiete und besiegt Feinde der Taíno)
- Hermes (Götterbote, Gott der Diebe, Reisenden und Kaufleute) (griechische Mythologie)
- Iktomi (Lakota, USA)
- Kancil, „the Mouse-deer“ (Malaysia, Indonesien). Es handelt sich um eine nur kaninchengroße Hirschart, der in malaiischen Fabeln Schläue und magische Kräfte nachgesagt werden.
- Kojote. In der Mythologie vieler nordamerikanischer Indianerstämme nimmt der Kojote diese Rolle ein.
- Kokopelli, bei den Pueblo-Indianern
- Kutka (Sibirien, für die Itelmenen auch der Weltschöpfer)
- Legba, bei den Ewe (Togo) und Fon (Benin)
- Loki (germanische Mythologie, Europa)
- Manannan, der Meeresgott und erste Clown, bei den Iren
- Māui, Halbgott, Held und Feuerbringer (Hawaii, Neuseeland), der die Nordinsel Neuseelands in Gestalt eines Riesenfisches geangelt haben soll.
- Mephisto, Goethes Faust
- Nanabozho (bei den algonkin-sprachigen Völkern) (östl. Nordamerika)
- Pan (arkadischer Hirtengott)
- Prometheus (Titanengeschlecht) (Aspekt des Kulturbringers steht im Vordergrund. Bringt den Menschen das Feuer, die Schrift, die Heilkunst, die Baukunst, die Metallurgie, die Schifffahrt und die Reitkunst; überlistet die Götter)
- Quikinnaqu (der Große Rabe) (sibirische Koriaken)
- Rübezahl (Berggeist des Riesengebirges)
- Sun Wukong (Asien, Affenkönig, Rebell)
- Susanoo (Japan, Bruder und Widersacher der Sonnengöttin, Kulturheros, Gott der Unterwelt)
- Syrdon (ist Loki sehr ähnlich, Ossetien/Zentralkaukasus)
- Tezcatlipoca (mesoamerikanische Hochkulturen)
- Tanuki (Japan, gehört zur Gruppe der Yōkai)
- Till Eulenspiegel
- Tompa (es dominieren sexuelle und skatologische Motive, Tibet)
- Wakdjũnkaga (bei den Winnebago)
- Walter O'Dim (ein Hauptcharakter und Antagonist aus Stephen Kings Dunklen-Turm-Zyklus)
- Wenebojo (bei den Anishinabe)